# (7305) Ossakajusto
(7305) Ossakajusto (1994 CX1) – planetoida z pasa głównego asteroid okrążająca Słońce w ciągu 4,55 lat w średniej odległości 2,74 j.a. Odkryta 8 lutego 1994 roku.